# 帕西奇内 (敖德萨州)
46°12′10″N 29°36′42″E / 46.20278°N 29.61167°E
帕西奇內（烏克蘭語：Пасічне）是位於烏克蘭西南部的鄉村居民點，由敖德萨州裡比爾霍羅德-德涅斯特羅夫斯基區的普拉赫蒂伊夫卡市鎮負責管轄。該鄉始建於1975年，面積0.35平方公里，海拔高度73米，2001年人口464，人口密度每平方公里1,325.71人。